# Speckle dinâmico

Sequência de imagens do biospeckle laser em uma semente de milho.

Speckle dinâmico em Física é uma expressão temporal do padrão de speckle onde os dispersores responsáveis pela formação da figura de interferência, na situação estática, passam a ser responsáveis pelas mudanças desta figura, com os grãos variando o nível de intensidade (nível de cinza), bem como sua forma.

## Informações presentes no padrão de speckle
A figura estática passa a ter mudanças que, se analisadas no tempo, representam o nível de atividade do material iluminado. O efeito visual é um fervilhamento, como se fosse uma imagem de televisão sem sintonia (fora do ar), que pode ser analisado por diversas ferramentas matemáticas e estatísticas obtendo-se informação numérica ou visual da intensidade do movimento. Dependendo do número de diferentes dispersores, é extremamente complicado, evitando dizer impossível, inferir sobre qual dispersor contribuiu para o efeito final. Portanto, as medições observadas pelas diversas ferramentas de análise apresentam uma relação do nível de atividade como um resultado da soma de fenômenos causados pelo efeito Doppler da luz espalhada. O meio biológico, por exemplo, é um meio com grande número de dispersores envolvendo alta complexidade no isolamento de fenômenos, e portanto sua completa interpretação por meio do speckle dinâmico apresenta grandes desafios. A Figura 1 mostra uma sequência de padrões de speckle de uma semente de milho com fervilhamento mais intenso nas áreas onde ocorre maior atividade dos dispersores, neste caso no embrião e na rachadura da semente. O embrião se encontra na parte inferior esquerda, e a rachadura no centro. Na rachadura a atividade é devida a uma maior evaporação da água que está no interior da semente, enquanto no embrião, a atividade mais intensa é relacionada ao metabolismo dos tecidos vivos associado à atividade causada pela evaporação da água. No endosperma, na parte superior mais à direita, a baixa atividade é relativa somente à ação da água que evapora.

## Aplicações
O tecido biológico é de uma complexidade incomparável entre os materiais presentes na natureza. E para aumentar ainda mais a complexidade, por mais parecida que seja uma amostra da outra, a variabilidade, ou seja as distintas respostas para o mesmo estímulo, exigem maior cuidado no trato das análises.
Em materiais biológicos, o speckle dinâmico é também conhecido como biospeckle, permitindo a análise da atividade biológica ou mapeamento desta em diversas aplicações como em sementes, fungos, frutos, fluxo sanguíneo, parasitas, filmes biológicos, sorvetes, raízes e sêmen entre outros.
As aplicações do speckle dinâmico em materiais não biológicos também são muitas, entre elas na análise de secagem de pinturas, de monitoramento de géis ou espumas e de corrosão.

## Estado da arte

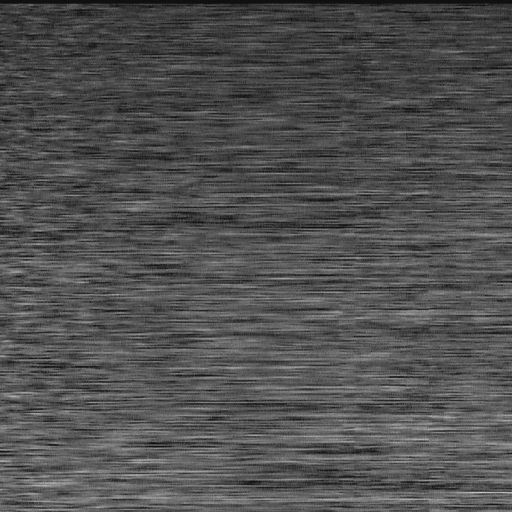
Figura 2 História Temporal do Padrão de Speckle de um biscoito de polvilho com alta atividade

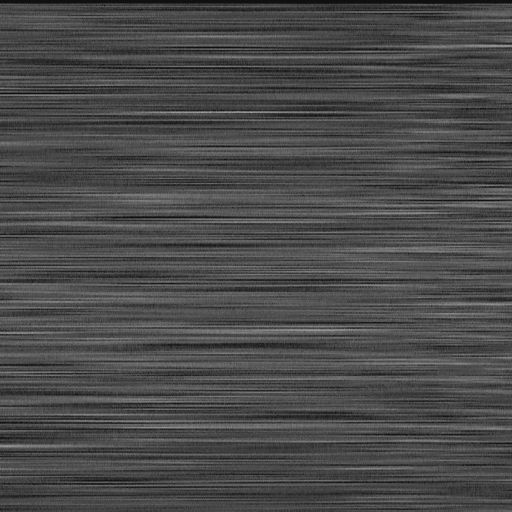
Figura 3 História Temporal do Padrão de Speckle de um biscoito de polvilho com baixa atividade

Este é um fenômeno que tem sido estudado desde 1970, mas que ainda não apresenta equipamentos comerciais para todas as aplicações descobertas. A análise do speckle dinâmico é geralmente feita pela montagem de uma fonte de laser e um equipamento de captura de imagens, sob medida para um experimento.
Os métodos de análise podem ser realizados através de abordagens gráficas (saídas visuais) ou numéricas. 
As figuras 2 e 3 mostram duas histórias temporais do padrão de speckle de amostras de biscoito de polvilho com alta e baixa atividade.

## Ferramentas de análise do speckle dinâmico

### Análise Numérica
Com a análise numérica é possível obter uma saída que indica um nível de atividade, adimensional. Dentre os métodos numéricos, temos o Momento de Inércia, o Método do Contraste, o da Autocorrelação, o AVD (do inglês Absolute Value of the Differences) e o NUMAD (Numerical Analysis of the Average Differences).

#### Momento de Inércia
O Momento de Inércia é um método estatístico de segunda ordem que classifica a atividade do material, por meio de um número adimensional. Assim, o que importa é correlacionar os valores do Momento de Inércia em um material que varia sua atividade. As Figuras 2 e 3 mostram duas imagens secundárias que são formadas com o conjunto de padrões de speckle no tempo. Uma linha ou coluna do speckle original é coletada e colocada ao lado da linha ou coluna da imagem anterior, formando assim a história temporal do speckle. Cada linha da figura representa o comportamento de um pixel no tempo. Com a história temporal, é possível então calcular o nível de mudança de valor de cinza de um pixel no tempo. A análise do nível de mudança de um pixel em dois tempos consecutivos, permite a montagem de uma terceira imagem, conhecida como matriz de ocorrências, onde as amplitudes das mudanças são computadas. O Momento de Inércia pode então ser calculado a partir da matriz de ocorrência.
Na equação anterior, MOC representa a matriz de ocorrências com os números de ocorrências relativas as diferenças de valores de intensidade do pixel i seguido no instante posterior pelo nível de intensidade do pixel j.
Normalmente, o Momento de Inércia é calculado de uma imagem que tenha um padrão de speckle dinâmico sem áreas com distintas atividades, como ocorre na Figura 1. Para se fazer a análise de áreas com atividades diferentes, existem outras formas gráficas de análise.

### Análise gráfica
Nas análises gráficas o que se espera é uma saída visual que apresente um mapa de atividades, que resulta em uma imagem em níveis de cinza ou mesmo pseudocoloridas como pode ser visto na Figura 4. As áreas vermelhas são as mais ativas, e as azuis as que apresentam a menor atividade. Os métodos gráficos mais utilizados são, Fujii, LASCA, Diferenças Generalizadas e o AVD gráfico.

#### Fujii
Uma das formas de analisar o conjunto de imagens que compõem speckle dinâmico pode ser por meio de seu processamento para, ao invés de se obter um número que represente a atividade, como no caso do Momento de Inércia, ter uma nova imagem como resultado. Este representa então um mapa de atividades, onde normalmente, as áreas com distintos níveis de atividade são apresentadas em níveis de cinza (8 bits).
Uma das técnicas para o processamento gráfico do Speckle dinâmico é conhecida como Método de Fujii, que leva o nome do seu proponente. O Método de Fujii faz um somatório das diferenças das imagens, I(x,y), em todos os seus pontos x e y, ponderando pela soma das mesmas:
onde Fujii(x,y) representa a nova imagem processada, e k representa a imagem da coleção de frames que está sendo analisado.

#### Diferenças generalizadas
Uma alternativa de análise de imagens, muito similar a técnica de Fujii, é conhecida como Diferenças Generalizadas. Na Figura 4 é possível observar o resultado do processamento da semente da Figura 1 por meio da técnica de Diferenças Generalizadas com pseudocores representando as atividades. O vermelho representa uma maior atividade e o azul uma atividade menor.

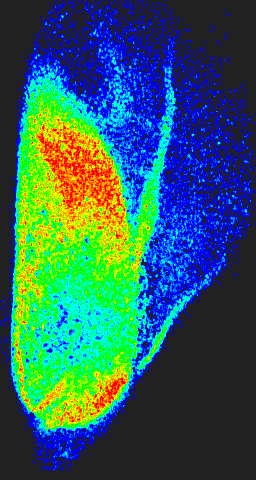
Figura 4 Diferenças Generalizadas de semente de milho com pseudocores representando as atividades

onde DG(x,y) representa a matriz gerada após a comparação de cada imagem com todas as subsequentes. Esta operação gera um grande esforço de máquina, além de apresentar um resultado que valoriza as grandes diferenças de atividade. É importante observar também que não ocorre a ponderação presente no método de Fujii.

### Análise online
As análises do speckle dinâmico são geralmente realizadas de forma offline, mas existem meios de realizar a análise de forma online. A mais conhecida é a técnica LASCA. Outra alternativa que evita a grande redução da definição e da resolução do mapa de atividades foi implementada usando a técnica de Motion History Images MHI.

#### SpeckleTool
O SpeckleTool, software desenvolvido no CEDIA (Centro de Desenvolvimento de Instrumentação Aplicada à Agropecuária), foi criado para realizar estas análises online, facilitando o ajuste da configuração experimental, e também realizar as capturas das imagens de forma mais padronizada.

### Análise no domínio da frequência
As histórias temporais podem ser usadas para a realização de filtragens de algumas frequências que interessam ou podem ser consideradas como ruído. Com isso, é possível melhorar as análises e/ou isolar algum fenômeno .

## Páginas e base de dados
Páginas na rede mundial de computadores permitem acesso a informações, apoio para análise de dados, bem como, dados originais para diversas aplicações.

### Biblioteca de Ferramentas do BSL - BSLTL
Uma página que contém uma biblioteca de ferammentas, informações, programas para Octave e Matlab, bem como, programa executávies é  encontrada no endereço http://www.nongnu.org/bsltl/tools/speckletool/speckletool.html 
De forma colaborativa, os programas executáveis podem sem encontrados em seu código fonte, permitindo que o usuários possa condituar o desenvolvimento da técnica.

### BSL nas Nuvens ou BSL on Clouds
Esta página permite um acesso a dados originais de padrões de speckle de diversos materiais como sementes, cancer animal e humano, batatas com e sem injúria entre outros. Além disso, no portal, é possivel realizar uma análise interativa de seus dados de forma online.